# Мисла Мирослав Іванович
Миросла́в Іва́нович Ми́сла (псевдо «Мисливець»; 4 липня 1992, с. Приборжавське, Закарпатська область — 2 жовтня 2016, с. Кримське, Луганська область) — український військовик, молодший лейтенант, командир взводу окремої зведеної штурмової роти «Карпатська Січ» 93 ОМБр.

## Життєпис
Народився 4 липня 1992 року в селі Приборжавське Іршавського району Закарпатської області. Згодом сім'я переїхала на Харківщину.
У 2009 році закінчив Волохів'ярський НВК, того ж року вступив на історичний факультет Харківського національного університету імені В. Н. Каразіна, який закінчив у 2013-му, отримавши диплом бакалавра з кваліфікацією «історик, викладач історії та суспільно-політичних дисциплін». У Харкові долучився до націоналістичного руху.
Був членом ВО «Свобода» з 2011 року, одним з очільників (ідеологічним референтом) ВГО «Сокіл», де перебував у харківському осередку.
Активний учасник Революції гідності, під час якої був спеціальним кореспондентом радіо «Голос Свободи». 25 січня 2014 року бійці внутрішніх військ здійснили брутальний напад на Мирослава як журналіста.
З перших днів російсько-української війни добровольцем вирушив на Схід у складі батальйону МВС особливого призначення «Січ». Забезпечував правопорядок під час проведення парламентських виборів у жовтні 2014 року на Донеччині, зокрема у Слов'янську.
Мирослав Мисла обороняв Піски під Донецьком. З весни 2015 року служив у Збройних силах України, в «Карпатській Січі» 93 ОМБр.
Під час місцевих виборів восени 2015 року висувався до Харківської міськради по 3-му округу від ВО «Свобода».
У травні — серпні 2016 року проходив курси військової підготовки у Національній академії сухопутних військ. Після їх закінчення повернувся в зону бойових дій, де зайняв посаду командира чоти, що входила до складу 8-ї роти 3-го механізованого батальйону 93 ОМБр.

## Обставини загибелі
2 жовтня 2016 року загинув поблизу села Кримське Луганської області від множинних вогнепальних поранень під час мінометного обстрілу. Мирослав на чолі розвідгрупи під час виконання бойового завдання виявив ДРГ противника, після чого група потрапила під масований обстріл. Пораненого командира донесли до бази, але він помер. Похований у селі Волохів Яр Чугуївського району Харківської області, де мешкає його мати Наталя Іванівна.

## Вшанування пам'яті
Пам'яті Мирослава присвячено зустріч у рамцях проєкту «Від книги до мети» за 6 жовтня 2016 року. 8 жовтня в Харкові ВГО «Сокіл» провів марш пам'яти побратима Мисливця. Народні депутати від Всеукраїнського об'єднання «Свобода» у жовтні 2016 року подали звернення Президентові України із закликом присвоїти йому звання «Герой України».
У січні 2017 року відкрито меморіальну дошку, присвячену пам'яті студентів і випускників Харківського національного університету ім. Каразіна, які загинули в зоні проведення АТО. На дошці висічено імена загиблих, серед яких і ім'я Мирослава Мисли. 4 березня 2017 року в Національному музеї історії України у Другій світовій війні відбувся захід, присвячений пам'яті Мисли «Бути воїном – значить жити вічно». До цього музею урочисто передано особисті речі та обладунки Мирослава, які були з ним упродовж двох років на фронті. Їх додали до музейної експозиції «Український Схід».
Музичний фестиваль «Голосіївська Криївка» від 2017 року носить ім'я Мирослава Мисли. 7 липня з нагоди дня народження Мирослава в Києві відбувся марш та концерт на Контрактовій площі, під час якого виступили письменник Дмитро Савченко, виконавці Орест Залізняк & Геннадій Пересвіт, лідер гурту «Широкий Лан» Святослав Бойко та гурт «Залізний Хрест». 2 жовтня 2017 року відкрито меморіальну дошку на честь Мирослава Мисли. Вона розміщена на Харківщині у селі Волохів Яр біля центрального входу до школи, у якій навчався Мирослав.
У квітні 2018 року в Києві відкрили пам'ятник Мирославові Мислі. Пам'ятник встановлено на вул. Сім'ї Бродських, неподалік  станції метро «Шулявська».
31 травня 2021 року у місті Хуст перейменовано вулицю Валентини Терешкової на честь Мирослава Мисли.
У серпні 2022 року у рідному селі Приборжавське вулицю Гагаріна перейменовано на вулицю Мирослава Мисли.
На його честь названо сквер у Києві.
У місті Харків вулицю Цілиноградську перейменували на вулицю Мирослава Мисли.

### Нагороди
- Орден Богдана Хмельницького III ступеня (посмертно) — «за вагомий особистий внесок у зміцнення обороноздатності Української держави, мужність, самовідданість і високий професіоналізм, виявлені під час бойових дій та при виконанні службових обов'язків»[32].
- «Почесний громадянин міста Тернополя» (2017)[33][34];
- Почесний громадянин Тернопільської області (2024, посмертно)[35].